# KH-7 11
KH-7 11 – amerykański satelita rozpoznawczy. Jedenasty statek serii KeyHole-7 GAMBIT programu CORONA. Jego zadaniem było wykonywanie wywiadowczych zdjęć Ziemi, o rozdzielczości przy gruncie około 46 cm. Rezultaty misji nie są znane.

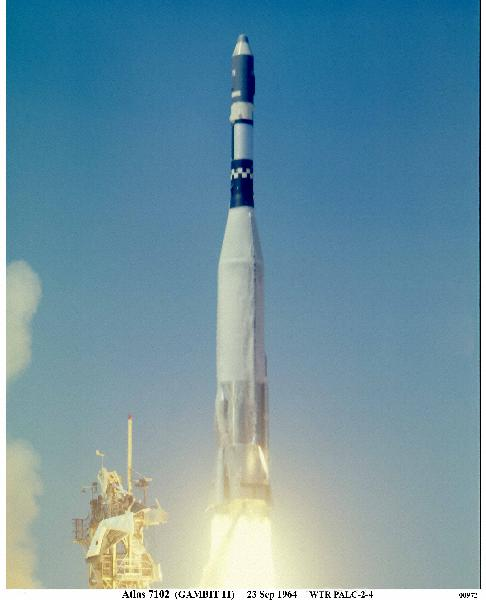
Start Atlasa Ageny D z satelitą KH-7 11